# Torrente Tiro
Il Tiro, comunemente definito fiume, è un torrente che nasce nel territorio di Lungro e sfocia nel fiume Coscile.

## Descrizione
Il torrente è alimentato dagli affluenti "Carraci" e "Fondaco" (le rispettivi sorgenti si trovano nelle località "Grotte" e "Valle Cupa") collocate nel territorio di Lungro che si riuniscono ad Y in località "Mezzana". Scendendo, il torrente con alcune rocce erose, forma "Suvagnat Zotit Giorgit", una piscina naturale dove in tempi di povertà, e qualche avventuroso ancora oggi, trova ristoro dalla calura estiva. Il torrente Tiro è anche stato utilizzato per alimentare due o tre mulini ad acqua e come lavatoio per la popolazione lungrese. A valle il torrente percorre i comuni di Firmo, Altomonte (in piccola parte), San Lorenzo del Vallo e Spezzano Albanese fino a sfociare nel fiume Coscile. Il fiume fa parte del bacino del Crati.

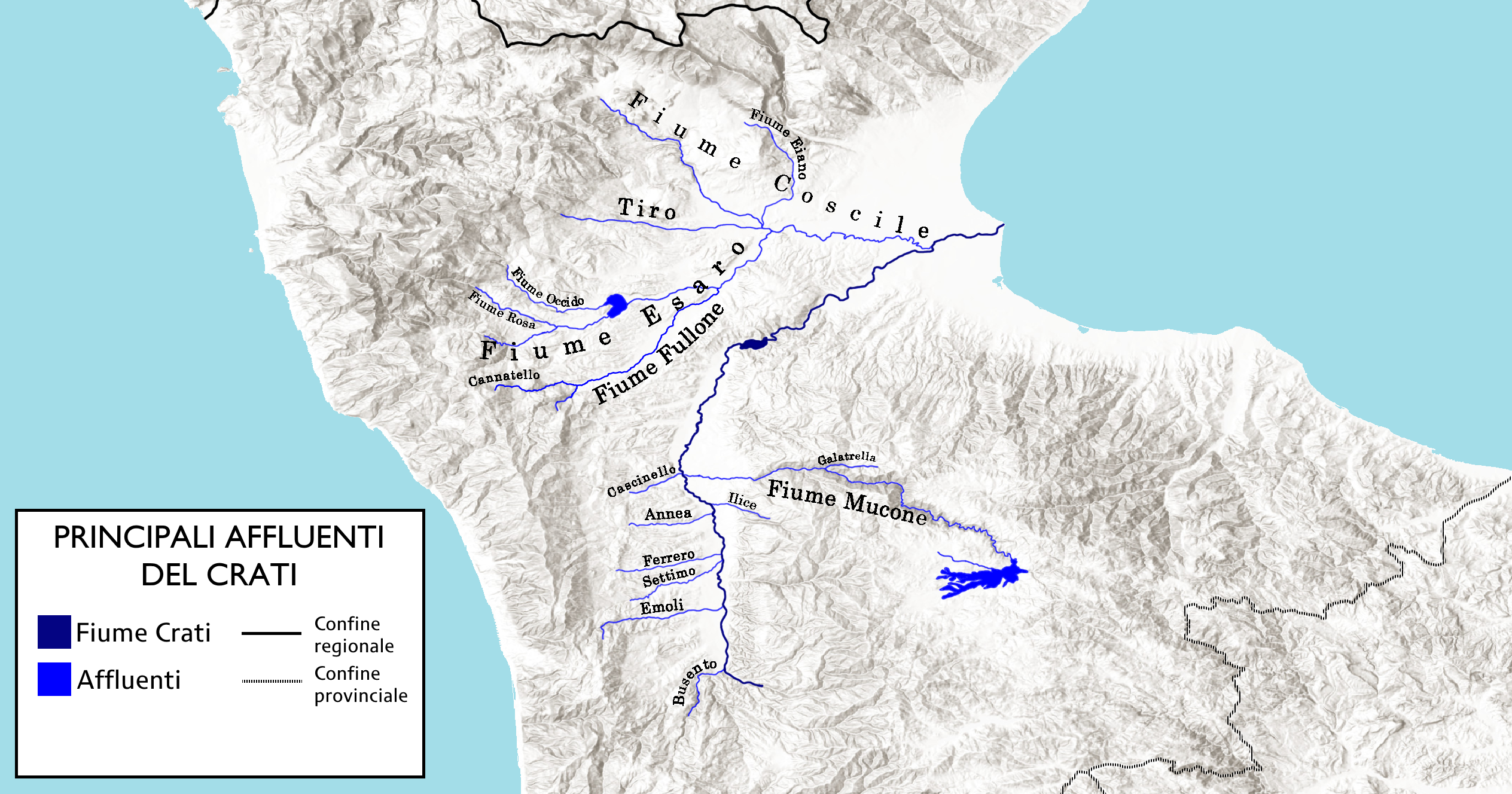
Mappa dei principali affluenti del Fiume Crati